# Subdivisions de Tchétchénie
La république de Tchétchénie est divisée en 15 raïons et 12 villes.

## Raïons

Carte de la division territoriale administrative de la Tchétchénie.

1. Naourski (Наурский район)
2. Chelkovskoï (en) (Шелковской район)
3. Nadtéretchny (en) (Надтеречный район)
4. Groznenski (en) (Грозненский район)
5. Goudermesski (en) (Гудермесский район)
6. Atchkhoï-Martanovski (Ачхой-Мартановский район)
7. Ourouss-Martanovski (en) (Урус-Мартановский район)
8. Sernovodsky (en) (Серноводский район)
9. Chalinski (en) (Шалинский район)
10. Kourtchaloevski (en) (Курчалоевский район)
11. Itoum-Kalinski (en) (Итум-Калинский район)
12. Chatoïski (en) (Шатойский район)
13. Védenski (en) (Веденский район)
14. Nojaï-Iourtovski (en) (Ножай-Юртовский район)
15. Charoïski (en) (Шаройский район)

## Villes principales
1. Znamenskoïé (Знаменское)
2. Naourskaïa (Наурская)
3. Atchkhoï-Martan (Ачхой-Мартан)
4. Ourous-Martan (Урус-Мартан)
5. Grozny (Грозный) capitale et plus grande ville
6. Chali (Шали)
7. Goudermes (Гудермес)
8. Chelkovskaïa (Шелковская)
9. Itoum-Kalé (Итум-Кале)
10. Chatoï (Шатой)
11. Védéno (Ведено)
12. Nojaï-Iourt (Ножай-Юрт)